# Jeanne Samary in abito scollato
Jeanne Samary in abito scollato, o La Rêverie, è un dipinto del pittore francese Pierre-Auguste Renoir, realizzato nel 1877 e conservato al Museo Puškin di Mosca.

## Descrizione

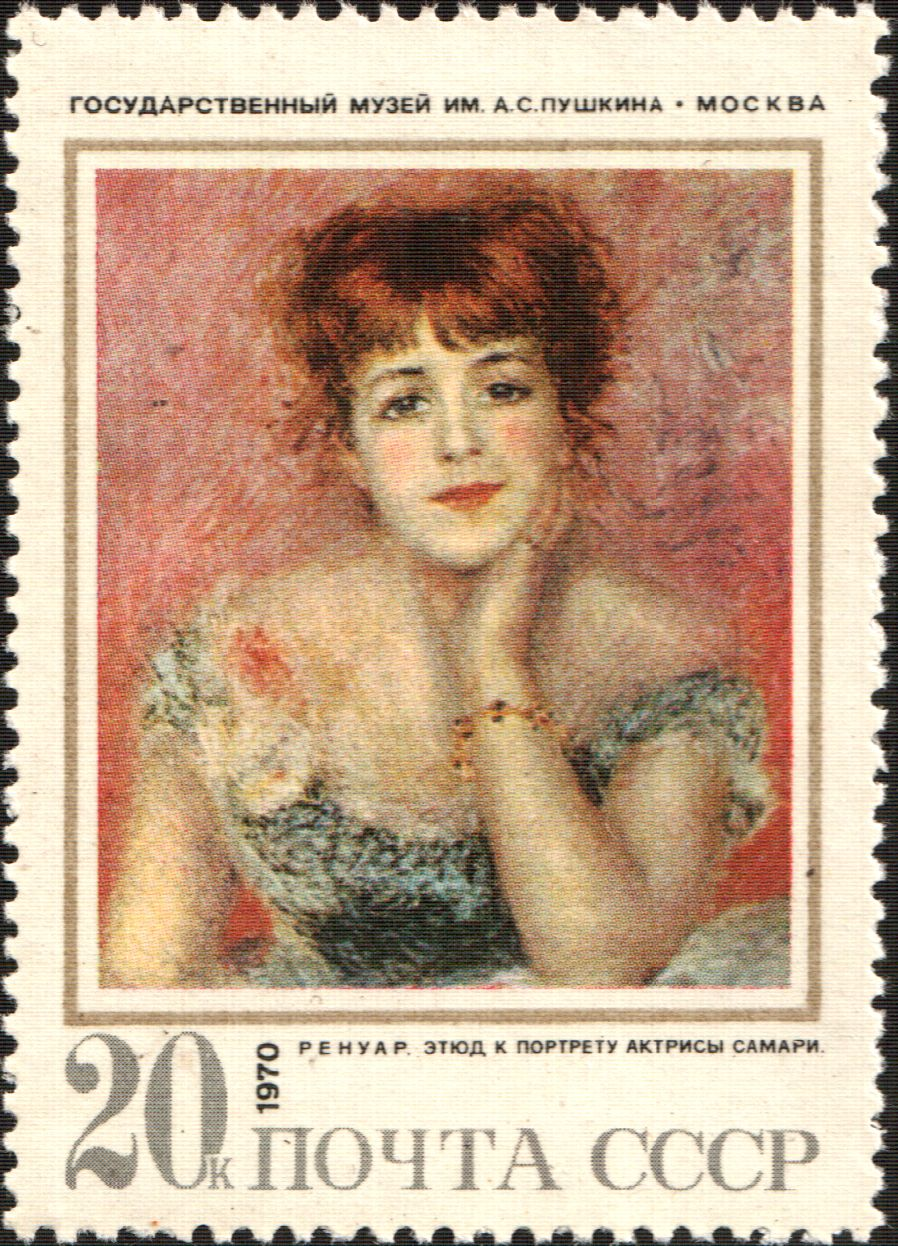
Omaggio filatelico alla tela stampato nel 1970 dall'Unione Sovietica

La donna raffigurata nel dipinto è Jeanne Samary, una delle più acclamate interpreti teatrali del tempo: Renoir, rimanendone estremamente affascinato, avrebbe ritratto ben dodici volte «la petite Samari, qui fait la joie des femmes et surtout des hommes» (queste parole sono le sue). Il loro fu un sodalizio artistico di grande produttività, che si interruppe solo nel 1880, anno in cui la Samary chiuse i rapporti con il pittore e passò a ritrattisti dal gusto accademico, come Bastien-Lepage e Carolus-Duran, in grado di esaltare in una maniera più tradizionale il suo status sociale.
L'opera raffigura Jeanne Samary immersa in uno stato di abbandono fantastico. Le sue labbra sono percorse da un mite sorriso e il suo sguardo dolcemente sognante è volto allo spettatore, come se volesse intessere una relazione con chi sta osservando la scena. Questo lieto fantasticare, oltre a essere ribadito dal titolo (La Rêverie), viene esaltato dallo sfondo, arpeggiato sulle armonie del rosa, e dall'audace tecnica pittorica. Renoir, infatti, respinge il dolce sfumato del chiaroscuro e impiega pennellate rapide, incrociate e leggerissime.
L'opera, esposta nella terza mostra impressionista del 1877, si meritò un'accoglienza ondivaga. Se da una parte destò una viva ammirazione in Émile Zola, il quale asserì che «il successo dell'esposizione è il volto di Madamoiselle Samary, un volto tutto biondo e ridente», dall'altra suscitò anche molte perplessità, soprattutto in merito alla resa poco realistica del soggetto. La stessa Jeanne Samary non vide esaudite le proprie aspettative, e rimase abbastanza delusa su come Renoir la avesse valorizzata agli occhi del pubblico, sottolineandone l'aspetto sognante e non il prestigio sociale e professionale.